# Spartiates d'Amiens 2023
Questa voce raccoglie le informazioni riguardanti gli Spartiates d'Amiens nelle competizioni ufficiali della stagione 2023.

## Division Élite 2023

### Stagione regolare
| 4 febbraio 2023, ore 19:00 1ª giornata | Pionniers de Touraine | 28 – 24 referto | Spartiates d'Amiens | \| Arbitro: \| Gautier \| |
| Arbitro:                               | Gautier               |                 |                     |                           |

| 18 febbraio 2023, ore 19:00 2ª giornata | Spartiates d'Amiens | 33 – 44 referto | Molosses d'Asnières | \| Arbitro: \| Robillard \| |
| Arbitro:                                | Robillard           |                 |                     |                             |

| 25 febbraio 2023, ore 20:00 3ª giornata | Flash de La Courneuve | 64 – 0 referto | Spartiates d'Amiens | \| Arbitro: \| Perez-Canto \| |
| Arbitro:                                | Perez-Canto           |                |                     |                               |

| 11 marzo 2023, ore 19:00 4ª giornata | Black Panthers de Thonon | 59 – 0 referto | Spartiates d'Amiens | \| Arbitro: \| Frossard \| |
| Arbitro:                             | Frossard                 |                |                     |                            |

| 18 marzo 2023, ore 19:00 5ª giornata | Spartiates d'Amiens | 19 – 25 referto | Cougars de Saint-Ouen-l'Aumône | \| Arbitro: \| Petit \| |
| Arbitro:                             | Petit               |                 |                                |                         |

| 1º aprile 2023, ore 19:00 6ª giornata | Spartiates d'Amiens | 12 – 22 referto | Pionniers de Touraine | \| Arbitro: \| Robillard \| |
| Arbitro:                              | Robillard           |                 |                       |                             |

| 8 aprile 2023, ore 20:00 7ª giornata | Molosses d'Asnières | 31 – 14 referto | Spartiates d'Amiens | \| Arbitro: \| Perez-Canto \| |
| Arbitro:                             | Perez-Canto         |                 |                     |                               |

| 22 aprile 2023, ore 19:00 8ª giornata | Spartiates d'Amiens | 0 – 55 referto | Flash de La Courneuve | \| Arbitro: \| Perez-Canto \| |
| Arbitro:                              | Perez-Canto         |                |                       |                               |

| 6 maggio 2023, ore 19:00 9ª giornata | Spartiates d'Amiens | 14 – 56 (8-28 6-7 0-7 0-14) referto 2 | Black Panthers de Thonon | \| Arbitro: \| Robillard \| |
| Arbitro:                             | Robillard           |                                       |                          |                             |

| 20 maggio 2023, ore 19:00 10ª giornata | Cougars de Saint-Ouen-l'Aumône | 42 – 0 referto | Spartiates d'Amiens | \| Arbitro: \| Hunkeler \| |
| Arbitro:                               | Hunkeler                       |                |                     |                            |

## Statistiche di squadra
| Competizione | %Vittorie | In casa | In casa | In casa | In casa | In casa | In casa | In trasferta | In trasferta | In trasferta | In trasferta | In trasferta | In trasferta | Totale | Totale | Totale | Totale | Totale | Totale |
| Competizione | %Vittorie | G       | V       | N       | P       | Pf      | Ps      | G            | V            | N            | P            | Pf           | Ps           | G      | V      | N      | P      | Pf     | Ps     |
| ------------ | --------- | ------- | ------- | ------- | ------- | ------- | ------- | ------------ | ------------ | ------------ | ------------ | ------------ | ------------ | ------ | ------ | ------ | ------ | ------ | ------ |
| Campionato   | .000      | 5       | 0       | 0       | 5       | 78      | 202     | 5            | 0            | 0            | 5            | 38           | 224          | 10     | 0      | 0      | 10     | 116    | 426    |
| Totale       | .000      | 5       | 0       | 0       | 5       | 78      | 202     | 5            | 0            | 0            | 5            | 38           | 224          | 10     | 0      | 0      | 10     | 116    | 426    |